# Ochs am Berg
Ochs am Berg gilt als ein klassisches Kinderspiel im Freien oder in einer größeren Halle. Das Spiel ist auch unter einigen anderen Namen bekannt, so zum Beispiel „Ein Hase läuft über das Feld“, „Zeitung lesen“, „Donner, Wetter, Blitz“ oder „Zimmer, Küche, Kabinett“.

## Verlauf
Ein Kind wird als „Ochs“ auserkoren und steht mit dem Gesicht den anderen Kindern abgewandt am „Berg“ (beispielsweise vor einer Wand). Die anderen Kinder stehen in einer Reihe etwa 20 bis 30 Meter vom Ochs entfernt. Der Ochs ruft: „Eins – zwei – drei – Ochs am Berg.“ Während er bis drei oder vier zählt, dürfen sich die Kinder schrittweise auf den Berg zubewegen. Beim Wort „Berg“ dreht sich der Ochs um und alle Kinder der Gruppe müssen wie versteinert in ihrer Bewegung verharren. Erwischt der Ochs ein Kind in Bewegung, muss es zurück an den Start. Dreht sich der Ochse aber bereits wieder um, bevor es am Start angelangt ist, so darf es von dem Platz aus starten, an dem es sich gerade befindet.
Schafft es ein Kind, den Berg zu erreichen, hat es gewonnen, das heißt, es darf nun den Ochs spielen, und das Spiel beginnt wieder von vorn.

### Varianten
- Anstatt einen sich noch bewegenden Teilnehmer des Spieles bis zum Start zurückzuschicken, kann der Ochse auch Teilstrafen in Form von Rückwärtsschritten verhängen. Wer beispielsweise nur leicht zuckt, muss nur drei Schritte nach hinten etc. Dabei sind allerdings der Willkür des Ochsen keine Grenzen gesetzt, außer dass er jemanden nicht zurückschicken darf, der sich überhaupt nicht bewegt.
- Je nach Absprache ist es dem Ochsen auch gestattet, in der Beobachtungsphase an einzelne Mitspieler näher heranzutreten und diese durch allerlei Sprüche und Grimassen zum Lachen zu bewegen. Geschieht dies, so kann er ihn ebenfalls zurückschicken.

### Squid Game
In der Netflix-Serie Squid Game wird eine koreanische Variante des Spiels als „무궁화 꽃이 피었습니다“ (Mugunghwa Kkochi Pieosseumnida „Die Mugunghwa ist erblüht“) dargestellt. Verlierer werden in der Serie nicht an den Start zurückgeschickt, sondern erschossen. Die Spielvariante wird seit Veröffentlichung der Serie 2021 auch im deutschen Sprachraum vermehrt gespielt. Verlierer werden dabei, der Serie nachempfunden, oft körperlich mit Ohrfeigen oder Schlägen bestraft.